# SPARC
SPARC (на английски: Scalable Processor Architecture, SPARC) – е РИСК архитектура, разработена през 1985 година от Sun Microsystems.
„SPARC“ е регистрирана търговска марка на „SPARC International, Inc.“, организация основана през 1989 г., за да представи „SPARC“ архитектурата, да отговаря за търговската марка „SPARC“ и да извършва изпитателни тестове. Оригиналната 32-битова „SPARC“ архитектура първоначално била конструирана и използвана в „Sun-4“ работна станция и сървърна система, заменила предишната „Sun-3“ система, базирана на процесорите от серия „Motorola 68000“. По-късно „SPARC“ процесорите били използвани в „SMP“ и „CC-NUMA“ сървъри, произведени от „Sun“, „Solbourne“, „Fujitsu“ и други компании, и впоследствие проектирани за 64-битови системи.
„SPARC International“ е създадена с цел „SPARC“ архитектурата да се разработва като „свободен хардуер“, да се привлекат повече производители, които да съдействат за дизайна на архитектурата. Право за извършване на такава дейност е било дадено на няколко компании, измежду които „Texas Instruments“, „Atmel“, „Cypress Semiconductor“ и „Fujitsu“. Като резултат от дейността на SPARC International, SPARC архитектурата придобива статут на непатентован „свободен хардуер“, с право на имплементиране без заплащане на роялти.
През март 2006 г., Sun Microsystems оповестяват като „свободен хардуер“ цялостния дизайн и техническа спецификация на техния микропроцесор UltraSPARC T1 под името OpenSPARC T1. През 2007 г. е публикувана като „свободен хардуер“ и техническата спецификация на следващия модел от серията микропроцесори, UltraSPARC T2, под името OpenSPARC T2. Публикацията включва не само дизайнерския изходен код на процесорите, но и инструменти за симулация, изходен код за монитори на виртуални машини и други полезни инструменти.
Най-актуални варианти на СПАРК процесорите са следните модели произведени от „Fujitsu“: 34-ядрения SPARC64 XIfx (2.2 GHz, 1.1 терафлопс) лансиран през 2015 г. и използван в суперкомпютъра PRIMEHPC FX100; 16-ядрения SPARC64 X+ (3.2 GHz), произведен през 2014 г. През 2015 г. е произведен и 32-ядрения SPARC M7 (4.133 GHz) от Оракъл Корпорация. 

## Характеристики
SPARC архитектурата бива силно повлияна от процесорните дизайни RISC(I и II). Първоначалните RISC дизайни са включвали колкото може по-малко характеристики, с цел да изпълняват инструкции със скорост една инструкция за тактов сигнал. Това ги прави много сходни с MIPS архитектурата, като например липсата на инструкции за умножение и деление.
SPARC процесорите обикновено съдържат 160 регистъра за общо предназначение. Само 32 регистъра обаче са видими за софтуера – 8 от тях се използват за глобални регистри, а другите 24 образуват стек от регистри. Тези 24 регистри образуват така нарачения ‘’прозорец от регистри’’, който при операции на извикване и връщане се движи по стека от регистри. Всеки прозорец има 8 локални и 8 съседни регистри. Съседните регистри се използват за подаване на параметри и връщане на стойности. Локалните регистри се използват за запазване на локални стойности, докато има извикване на функции.
От името СПАРК (на английски: SPARC) буквата S е съкращение от Scalable (бълг. „мащабируем“). Това е така, защото SPARC спецификацията позволява имплементация, както на малки вградени процесори, така и на големи сървърни процесори, всички споделящи едно и също ядро с набор от инструкции. Един от архитектурните параметри, който може да намалява или да се увеличава, е броят на „прозорците от регистри“. Този брой може да варира от 3 до 32. Например при избор на 32 броя, ще се получи максимална ефективност на стека, а при избор на 3 броя ще се намали, както цената, така и сложността на дизайна.
Архитектурата е преминала през множество видоизменения. Във версия 8 са имплементирани инструкции за умножение и деление. През 1994 година е публикувана 64-битовата архитектура (за адреси и данни) към версия 9 на SPARC спецификацията.
При „SPARC версия 8“, регистрационния файл за плаваща запетая придобива 16 регистри за двойна точност. Всеки от тях може да бъде използван като регистър с два единично-прецизни регистри, осигуряващ 32 регистри с единична точност. Една двойка от четно-нечетни числа от двойно-прецизен регистър може да се използва като четири-ядрен регистър за прецизност, като по този начин позволява 8 регистри с четвъртична точност. „SPARC версия 9“ добавя още 16 регистри с двойна точност (които също могат да бъдат достъпни като 8 регистри с четвъртична точност), такива регистри обаче не могат да бъдат достъпни, както от единично-прецизните регистри. От 2004 година нито един SPARC процесор не изпълнява операции с четворна точност.
Характерна е употребата на тагове (маркери) при инструкциите за умножение и деление, като по този начин се проверява дали крайните битове на двете операнди са нула. Ако това условие е неистина, докладва се „препълване на стека“. Това е от полза при имплементирането на ML, Lisp и други подобни езици, които могат да използват формат за маркиране на числа.
Порядъкът на една 32-битовата „SPARC V8“ архитектура е от тип „big-endian“ (от старши към младши). В 64-битовата „SPARC V9“ архитектурата са имплементирани също инструкции от тип „big-endian“, но при достъпа до паметта може да се приложи както „big-endian“, така и „little-endian“ (от младши към старши) формат.

## История
SPARC архитектурата е изградена на основата на три версии. Първата публикувана версия е 32-битовата „SPARC Version 7 (V7)“, през 1986 година. „SPARC Версия 8 (V8)“, подобрена характеристика на SPARC за изграждането на компютърните системи, е издадена през 1990 г. Основните разлики между „V7“ и „V8“ са добавянето на инструкции за умножение и деление, промяна на точността на аритметиката с плаваща запетая от 80-битова към 128-битова точност. „SPARC V8“ служи като основа за „IEEE Standard 1754 – 1994“, IEEE стандарт за 32-битова микропроцесорна архитектура.
„SPARC Версия 9 (V9)“, 64-битова версия на SPARC архитектурата, е публикувана от SPARC International през 1993 г. Тя е разработена от Комитета за изграждане на компютърни системи SPARC, състоящ се от Amdahl Corporation, Fujitsu, ICL, LSI Logic, Matsushita, Philips, Ross Technology, Sun Microsystems и Texas Instruments. Всички последващи спецификации на SPARC архитектурата се придържат към основната спецификация на „SPARC V9“ („SPARC V9 Level 1“).
През 2002 г. е издадена съвместно разработената от Fujitsu и Sun „SPARC Joint Programming Specification 1“ (JPS1), която описва процесорни функции, имплементирани в процесорите и на двете компании. Първите процесори, съответстващи на JPS1 били UltraSPARC III от Sun и SPARC64 V от Fujitsu. Функционалности, които не покриват JPS1 са документирани за всеки процесор в „Implementation Supplements“ – добавки и изпълнения.
В края на 2003 г. е реализиран JPS2 – за многоядрени процесори. Първите процесори, съответстващи на JPS2 били UltraSPARC IV от Sun и SPARC64 VI от Fujitsu.
В началото на 2006, Sun лансират разширена спецификация за изграждане на компютърните системи – „UltraSPARC Architecture 2005“. Тя включва не само не-привилегировани и повечето от привилегированите части на „SPARC V9“, но и всички изграждащи ги разширения, разработени чрез производството на процесорите UltraSPARC III, IV, IV +, както и разширения „СMT“ започващи с изпълнението на UltraSPARC T1:
- VIS 1 и VIS 2 набор от инструкции и разширения и асоцииран GSR-регистър
- множество от нива, контролирани от GL-регистър
- 64-битовата MMU архитектура на Sun
- привилегированите инструкции ALLCLEAN, OTHERW, NORMALW, и INVALW
- и др.

През 2007 г. Sun лансират актуализирана спецификация, „UltraSPARC Architecture 2007“, на чиято основа е изграден UltraSPARC T2 микропроцесора.
През Август, 2012 г., Oracle Corporation издават нова спецификация, „Oracle SPARC Architecture 2011“, която освен цялостна актуализация добавя VIS 3 набор от инструкции, разширения и „hyperprivileged“ режим към спецификацията от 2007 г.
През октомври 2015 г., Oracle лансират „SPARC M7“ – първият процесор базиран на новата „Oracle SPARC Architecture 2015“ спецификация. Тази версия включва VIS 4 набор от инструкции и разширения.
SPARC архитектурата предлага непрекъсната приложимост на двоичната съвместимост от първия „SPARC V7“ до „SUN UltraSPARC Architecture“.
Сред различните имплементации на SPARC, SUPERSPARC и UltraSPARC-I на Sun са най-известни и бяха използвани като референтни системи за SPEC CPU95 и CPU2000. 296 MHz UltraSPARC-II е референтна система за SPEC CPU2006.
Сред компаниите, които са придобили лиценз с право да имплементират SPARC архитектурата и са изградили такива сиситеми, се отличават следните:
Afara Websystems, Bipolar Integrated Technology (BIT), C-Cube, Cypress Semiconductor, Fujitsu and Fujitsu Microelectronics, HAL Computer Systems, Hyundai, LSI Logic, Magnum Semiconductor, Meiko Scientific, Metaflow Technologies, Prisma, Ross Technology, Parsé Semiconductor Co., Scientific Atlanta, Solbourne Computer, Weitek.

## Имплементации на SPARC миркропроцесори
Следната таблица съдържа характеристики на някои SPARC процесори: честота (мегахерца), версия на архитектурата, година на производство, брой нишки (брой нишки умножени по броя на ядрата), технология процесор (нанометри), брой транзистори (милиони), размер на полупроводника (квадратни милиметри), брой входно/изходни пинове, разсейвана мощност (ватове), волтаж, размер на кеш-паметта, инструкции, L2 и L3 (kibibytes).
| Име                                 | Модел                           | Честота (MHz) | Версия             | Година на производство | Брой нишки  | Технология процесор (nm) | Транзистори (милиони) | Размер на полупроводника (mm²) | Брой входно/изходни пинове | Мощност (W) | Волтаж (V)                 | L1 кеш (KiB) | L1 кеш (KiB) | L2 кеш (KiB) | L3 кеш (KiB) |
| ----------------------------------- | ------------------------------- | ------------- | ------------------ | ---------------------- | ----------- | ------------------------ | --------------------- | ------------------------------ | -------------------------- | ----------- | -------------------------- | ------------ | ------------ | ------------ | ------------ |
| SPARC                               | (различни), включително MB86900 | 14.28 – 40    | V7                 | 1987 – 1992            | 1×1=1       | 800 – 1300               | ~0.1 – 1.8            | --                             | 160 – 256                  | --          | --                         | 0 – 128      | 0 – 128      | --           | --           |
| microSPARC I (Tsunami)              | TI TMS390S10                    | 40 – 50       | V8                 | 1992                   | 1×1=1       | 800                      | 0.8                   | 225?                           | 288                        | 2.5         | 5                          | 2            | 4            | --           | --           |
| SuperSPARC I (Viking)               | TI TMX390Z50 / Sun STP1020      | 33 – 60       | V8                 | 1992                   | 1×1=1       | 800                      | 3.1                   | --                             | 293                        | 14.3        | 5                          | 16           | 20           | 0 – 2048     | --           |
| SPARClite                           | Fujitsu MB8683x                 | 66 – 108      | V8E                | 1992                   | 1×1=1       | --                       | --                    | --                             | 144, 176                   | --          | 2.5/3.3–5.0 V, 2.5 – 3.3 V | 1, 2, 8, 16  | 1, 2, 8, 16  | --           | --           |
| hyperSPARC (Colorado 1)             | Ross RT620A                     | 40 – 90       | V8                 | 1993                   | 1×1=1       | 500                      | 1.5                   | --                             | --                         | --          | 5?                         | 0            | 8            | 128 – 256    | --           |
| microSPARC II (Swift)               | Fujitsu MB86904 / Sun STP1012   | 60 – 125      | V8                 | 1994                   | 1×1=1       | 500                      | 2.3                   | 233                            | 321                        | 5           | 3.3                        | 8            | 16           | -            | --           |
| hyperSPARC (Colorado 2)             | Ross RT620B                     | 90 – 125      | V8                 | 1994                   | 1×1=1       | 400                      | 1.5                   | --                             | --                         | --          | 3.3                        | 0            | 8            | 128 – 256    | --           |
| SuperSPARC II (Voyager)             | Sun STP1021                     | 75 – 90       | V8                 | 1994                   | 1×1=1       | 800                      | 3.1                   | 299                            | --                         | 16          | --                         | 16           | 20           | 1024 – 2048  | --           |
| hyperSPARC (Colorado 3)             | Ross RT620C                     | 125 – 166     | V8                 | 1995                   | 1×1=1       | 350                      | 1.5                   | --                             | --                         | --          | 3.3                        | 0            | 8            | 512 – 1024   | --           |
| TurboSPARC                          | Fujitsu MB86907                 | 160 – 180     | V8                 | 1996                   | 1×1=1       | 350                      | 3.0                   | 132                            | 416                        | 7           | 3.5                        | 16           | 16           | 512          | --           |
| UltraSPARC (Spitfire)               | Sun STP1030                     | 143 – 167     | V9                 | 1995                   | 1×1=1       | 470                      | 3.8                   | 315                            | 521                        | 30          | 3.3                        | 16           | 16           | 512 – 1024   | --           |
| UltraSPARC (Hornet)                 | Sun STP1030                     | 200           | V9                 | 1998                   | 1×1=1       | 420                      | 5.2                   | 265                            | 521                        | --          | 3.3                        | 16           | 16           | 512 – 1024   | --           |
| hyperSPARC (Colorado 4)             | Ross RT620D                     | 180 – 200     | V8                 | 1996                   | 1×1=1       | 350                      | 1.7                   | --                             | --                         | --          | 3.3                        | 16           | 16           | 512          | --           |
| SPARC64                             | Fujitsu (HAL)                   | 101 – 118     | V9                 | 1995                   | 1×1=1       | 400                      | --                    | Multichip                      | 286                        | 50          | 3.8                        | 128          | 128          | --           | --           |
| SPARC64 II                          | Fujitsu (HAL)                   | 141 – 161     | V9                 | 1996                   | 1×1=1       | 350                      | --                    | Multichip                      | 286                        | 64          | 3.3                        | 128          | 128          | --           | --           |
| SPARC64 III                         | Fujitsu (HAL) MBCS70301         | 250 – 330     | V9                 | 1998                   | 1×1=1       | 240                      | 17.6                  | 240                            | --                         | --          | 2.5                        | 64           | 64           | 8192         | --           |
| UltraSPARC IIs (Blackbird)          | Sun STP1031                     | 250 – 400     | V9                 | 1997                   | 1×1=1       | 350                      | 5.4                   | 149                            | 521                        | 25          | 2.5                        | 16           | 16           | 1024 or 4096 | --           |
| UltraSPARC IIs (Sapphire-Black)     | Sun STP1032 / STP1034           | 360 – 480     | V9                 | 1999                   | 1×1=1       | 250                      | 5.4                   | 126                            | 521                        | 21          | 1.9                        | 16           | 16           | 1024 – 8192  | --           |
| UltraSPARC IIi (Sabre)              | Sun SME1040                     | 270 – 360     | V9                 | 1997                   | 1×1=1       | 350                      | 5.4                   | 156                            | 587                        | 21          | 1.9                        | 16           | 16           | 256 – 2048   | --           |
| UltraSPARC IIi (Sapphire-Red)       | Sun SME1430                     | 333 – 480     | V9                 | 1998                   | 1×1=1       | 250                      | 5.4                   | --                             | 587                        | 21          | 1.9                        | 16           | 16           | 2048         | --           |
| UltraSPARC IIe (Hummingbird)        | Sun SME1701                     | 400 – 500     | V9                 | 1999                   | 1×1=1       | 180 Al                   | --                    | --                             | 370                        | 13          | 1.5 – 1.7                  | 16           | 16           | 256          | --           |
| UltraSPARC IIi (IIe+) (Phantom)     | Sun SME1532                     | 550 – 650     | V9                 | 2000                   | 1×1=1       | 180 Cu                   | --                    | --                             | 370                        | 17.6        | 1.7                        | 16           | 16           | 512          | --           |
| SPARC64 GP                          | Fujitsu SFCB81147               | 400 – 563     | V9                 | 2000                   | 1×1=1       | 180                      | 30.2                  | 217                            | --                         | --          | 1.8                        | 128          | 128          | 8192         | --           |
| SPARC64 GP                          | --                              | 600 – 810     | V9                 | --                     | 1×1=1       | 150                      | 30.2                  | --                             | --                         | --          | 1.5                        | 128          | 128          | 8192         | --           |
| SPARC64 IV                          | Fujitsu MBCS80523               | 450 – 810     | V9                 | 2000                   | 1×1=1       | 130                      | --                    | --                             | --                         | --          | --                         | 128          | 128          | 2048         | --           |
| UltraSPARC III (Cheetah)            | Sun SME1050                     | 600           | JPS1               | 2001                   | 1×1=1       | 180 Al                   | 29                    | 330                            | 1368                       | 53          | 1.6                        | 64           | 32           | 8192         | --           |
| UltraSPARC III (Cheetah)            | Sun SME1052                     | 750 – 900     | JPS1               | 2001                   | 1×1=1       | 130 Al                   | 29                    | --                             | 1368                       | --          | 1.6                        | 64           | 32           | 8192         | --           |
| UltraSPARC III Cu (Cheetah+)        | Sun SME1056                     | 1002 – 1200   | JPS1               | 2001                   | 1×1=1       | 130 Cu                   | 29                    | 232                            | 1368                       | 80          | 1.6                        | 64           | 32           | 8192         | --           |
| UltraSPARC IIIi (Jalapeño)          | Sun SME1603                     | 1064 – 1593   | JPS1               | 2003                   | 1×1=1       | 130                      | 87.5                  | 206                            | 959                        | 52          | 1.3                        | 64           | 32           | 1024         | --           |
| SPARC64 V (Zeus)                    | Fujitsu                         | 1100 – 1350   | JPS1               | 2003                   | 1×1=1       | 130                      | 190                   | 289                            | 269                        | 40          | 1.2                        | 128          | 128          | 2048         | --           |
| SPARC64 V+ (Olympus-B)              | Fujitsu                         | 1650 – 2160   | JPS1               | 2004                   | 1×1=1       | 90                       | 400                   | 297                            | 279                        | 65          | 1                          | 128          | 128          | 4096         | --           |
| UltraSPARC IV (Jaguar)              | Sun SME1167                     | 1050 – 1350   | JPS2               | 2004                   | 1×2=2       | 130                      | 66                    | 356                            | 1368                       | 108         | 1.35                       | 64           | 32           | 16384        | --           |
| UltraSPARC IV+ (Panther)            | Sun SME1167A                    | 1500 – 2100   | JPS2               | 2005                   | 1×2=2       | 90                       | 295                   | 336                            | 1368                       | 90          | 1.1                        | 64           | 64           | 2048         | 32768        |
| UltraSPARC T1 (Niagara)             | Sun SME1905                     | 1000 – 1400   | UA2005             | 2005                   | 4×8=32      | 90                       | 300                   | 340                            | 1933                       | 72          | 1.3                        | 8            | 16           | 3072         | --           |
| SPARC64 VI (Olympus-C)              | Fujitsu                         | 2150 – 2400   | JPS2               | 2007                   | 2×2=4       | 90                       | 540                   | 422                            | --                         | 120 – 150   | 1.1                        | 128×2        | 128×2        | 4096 – 6144  | --           |
| UltraSPARC T2 (Niagara 2)           | Sun SME1908A                    | 1000 – 1600   | UA2007             | 2007                   | 8×8=64      | 65                       | 503                   | 342                            | 1831                       | 95          | 1.1 – 1.5                  | 8            | 16           | 4096         | --           |
| UltraSPARC T2 Plus (Victoria Falls) | Sun SME1910A                    | 1200 – 1600   | UA2007             | 2008                   | 8×8=64      | 65                       | 503                   | 342                            | 1831                       | –           | –                          | 8            | 16           | 4096         | --           |
| SPARC64 VII (Jupiter)               | Fujitsu                         | 2400 – 2880   | JPS2               | 2008                   | 2×4=8       | 65                       | 600                   | 445                            | --                         | 150         | --                         | 64×4         | 64×4         | 6144         | --           |
| UltraSPARC „RK“ (Rock)              | Sun SME1832                     | 2300          | ????               | canceled               | 2×16=32     | 65                       | ?                     | 396                            | 2326                       | ?           | ?                          | 32           | 32           | 2048         | ?            |
| SPARC64 VIIIfx (Venus)              | Fujitsu                         | 2000          | JPS2 / HPC-ACE     | 2009                   | 1×8=8       | 45                       | 760                   | 513                            | 1271                       | 58          | ?                          | 32×8         | 32×8         | 6144         | --           |
| SPARC T3 (Rainbow Falls)            | Oracle/Sun                      | 1650          | UA2007             | 2010                   | 8×16=128    | 40                       | ????                  | 371                            | ?                          | 139         | ?                          | 8            | 16           | 6144         | --           |
| Galaxy FT-1500                      | NUDT (China)                    | 1800          | UA2007?            | 201?                   | 8×16=128    | 40                       | ????                  | ???                            | ?                          | 65          | ?                          | 16×16        | 16×16        | 512×16       | 4096         |
| SPARC64 VII+ (Jupiter-E or M3)      | Fujitsu                         | 2667 – 3000   | JPS2               | 2010                   | 2×4=8       | 65                       | -                     | -                              | -                          | 160         | -                          | 64×4         | 64×4         | 12288        | --           |
| LEON4                               | Aeroflex Gaisler                | 125 – 1500    | V8E                | 2010                   | 1×1=1       | 32                       | -                     | -                              | -                          | ???         | -                          | ???          | ???          | ???          | ???          |
| R1000                               | MCST (Russia)                   | 1000          | JPS2               | 2011                   | 1×4=4       | 90                       | 180                   | 128                            | -                          | 15          | 1, 1.8, 2.5                | 32           | 16           | 2048         | --           |
| SPARC T4 (Yosemite Falls)           | Oracle                          | 2850 – 3000   | OSA2011            | 2011                   | 8×8=64      | 40                       | 855                   | 403                            | ?                          | 240         | ?                          | 16×8         | 16×8         | 128×8        | 4096         |
| SPARC64 IXfx                        | Fujitsu                         | 1850          | JPS2 / HPC-ACE     | 2012                   | 1x16=16     | 40                       | 1870                  | 484                            | 1442                       | 110         | ?                          | 32×16        | 32×16        | 12288        | --           |
| SPARC64 X (Athena)                  | Fujitsu                         | 2800          | OSA2011 / HPC-ACE  | 2012                   | 2×16=32     | 28                       | 2950                  | 587.5                          | 1500                       | 270         | ?                          | 64×16        | 64×16        | 24576        | --           |
| SPARC T5                            | Oracle                          | 3600          | OSA2011            | 2013                   | 8×16=128    | 28                       | 1500                  | 478                            | ?                          | ?           | ?                          | 16×16        | 16×16        | 128×16       | 8192         |
| SPARC M5                            | Oracle                          | 3600          | OSA2011            | 2013                   | 8×6=48      | 28                       | 3900                  | ?                              | ?                          | ?           | ?                          | 16×6         | 16×6         | 128×6        | 49152        |
| SPARC M6                            | Oracle                          | 3600          | OSA2011            | 2013                   | 8×12=96     | 28                       | ?                     | ?                              | ?                          | ?           | ?                          | 16×12        | 16×12        | 128×12       | 49152        |
| SPARC64 X+ (Athena+)                | Fujitsu                         | 3200 – 3700   | OSA2011 / HPC-ACE  | 2014                   | 2×16=32     | 28                       | 2990                  | 600                            | 1500                       | 392         | ?                          | 64×16        | 64×16        | 24M          | --           |
| SPARC64 XIfx                        | Fujitsu                         | 2200          | OSA2011 / HPC-ACE2 | 2015?                  | 1×(32+2)=34 | 20                       | 3750                  | ?                              | 1001                       | ?           | ?                          | 64×34        | 64×34        | 12M×2        | --           |
| SPARC M7                            | Oracle                          | 4133          | OSA2015            | 2015                   | 8×32=256    | 20                       | >10,000               | ?                              | ?                          | ?           | ?                          | 16×32        | 16×32        | 256×24       | 65536        |
| SPARC Sonoma                        | Oracle                          | ?             | ????               | 2016                   | 8×8=64      | 20                       | ????                  | ?                              | ?                          | ?           | ?                          | 16×8         | 16×8         | 256×2+256×4  | 8192         |
| Име                                 | Модел                           | Честота (MHz) | Версия             | Година на производство | Брой нишки  | Технология процесор (nm) | Транзистори (милиони) | Размер на полупроводника (mm²) | Брой входно/изходни пинове | Мощност (W) | Волтаж (V)                 | L1 кеш (KiB) | L1 кеш (KiB) | L2 кеш (KiB) | L3 кеш (KiB) |

## Поддръжка на операционни системи
Машините на SPARC най-често са използвали SunOS, Solaris, OpenSolaris на Sun, но и други операционни системи като NeXTSTEP, RTEMS, FreeBSD, OpenBSD, NetBSD, Linux.
През 1993 г. Integraph обявяват порт за Windows NT в архитектурата на SPARC, но впоследствие проектът е прекратен.
През октомври 2015 г., Oracle обявяват „Linux за референтна платформа SPARC“.